# Storia militare dell'Azerbaigian
La storia militare dell'Azerbaigian descrive gli eventi storici dell'Azerbaigian sotto il profilo della storia militare, comprendendo migliaia di anni di azioni militari nel territorio su cui si estende il moderno Azerbaigian, e pure gli interventi all'estero delle forze armate azere.
Si ritiene che gli azeri siano eredi di varie civiltà e popoli antichi, tra cui i nativi dell'Albania caucasica, tribù iraniane quali sciti ed alani, e oghuz ed altri ancora (si noti che parecchi popoli moderni del Caucaso possono far risalire i propri antenati a più di uno di questi stessi popoli antichi).
L'ubicazione del Paese al crocevia tra Europa ed Asia permise agli azeri di avere contatti militari tanto con le forze europee quanto con quelle orientali.

## Antichità

### Albania caucasica

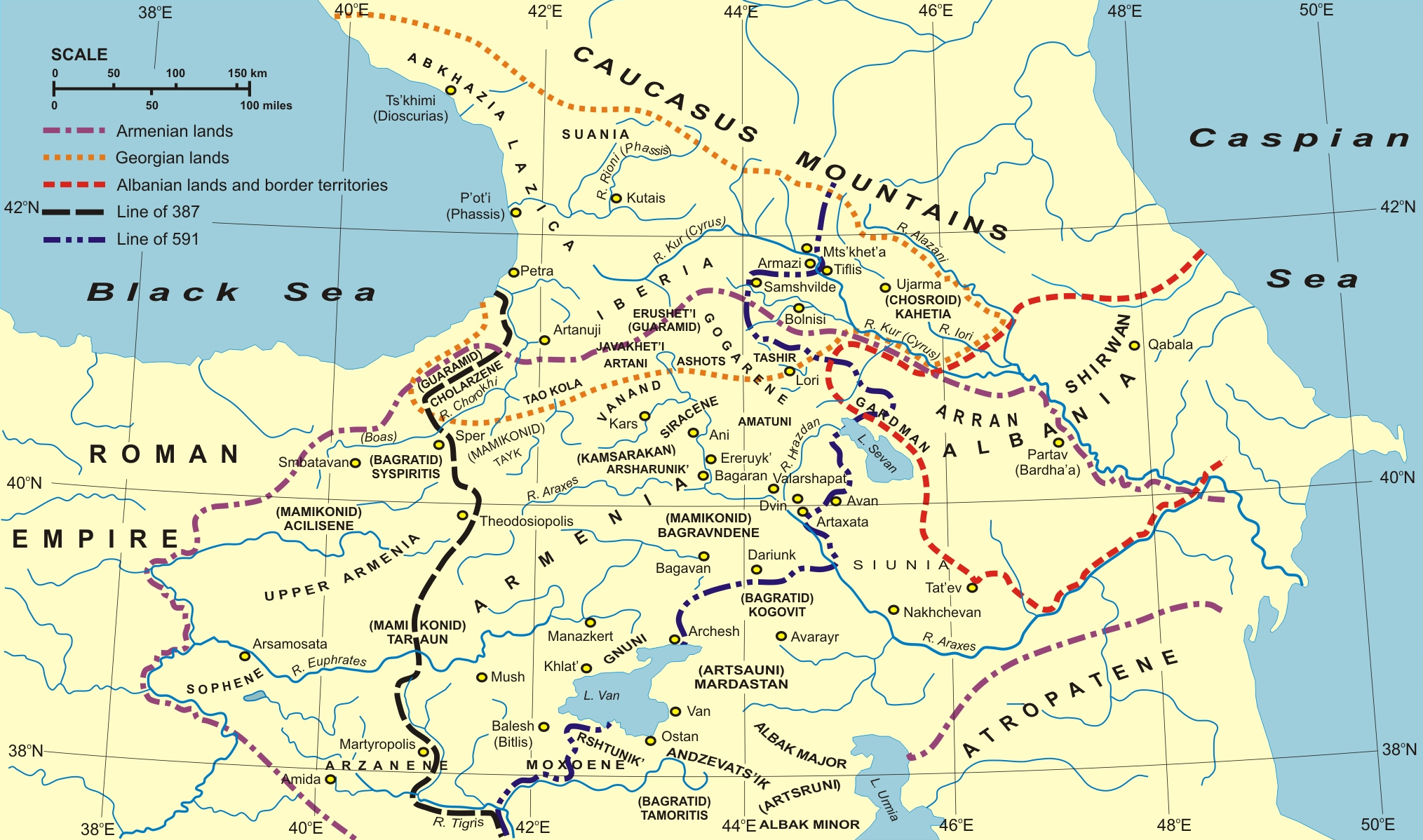
Transcaucasia e Albania caucasica (contrassegnata dal profilo a puntini rossi). La maggior parte dell'Albania caucasica è situata nell'odierno Azerbaigian.

Si crede che gli albanesi caucasici siano stati i più antichi abitatori dell'Azerbaigian. Tra i primi invasori ci furono gli sciti nel IX secolo a.C. Il Caucaso meridionale poi fu conquistato dagli achemenidi intorno al 550 a.C. In questo periodo in Azerbaigian si diffuse lo zoroastrismo. Gli achemenidi a loro volta furono sconfitti da Alessandro Magno nel 330 a.C. Dopo il declino dei seleucidi in Persia nel 247 a.C., un Regno d'Armenia dominava parti di quello che oggi chiamiamo Azerbaigian tra il 190 a.C. e il 428 e.v. Gli albanesi caucasici costituirono un regno nel I secolo a.C. e rimasero ampiamente indipendenti finché tale regno non fu ridotto a provincia dei sassanidi nel 252 e.c. Il re dell'Albania caucasica, Urnayr, ufficialmente adottò il cristianesimo come religione di Stato nel IV secolo e.v., e l'Albania sarebbe rimasta uno Stato cristiano sino all'VIII secolo. L'egemonia sassanide terminò in seguito alla sconfitta riportata contro gli arabi musulmani nel 642 e.v.

## Medioevo

### Conquiste islamiche

La zona caucasica nel 740 circa, dopo la fine della Seconda guerra arabo-cazara.

Gli arabi musulmani sconfissero sassanidi e bizantini quando avanzarono nella zona del Caucaso. Gli arabi fecero dell'Albania caucasica un loro vassallo dopo che la resistenza cristiana, guidata dal principe Javanshir, aveva capitolato nel 667. Tra il IX e il X secolo, gli scrittori arabi cominciarono a chiamare la zona tra i fiumi Kura e Aras con il nome Arran. In questo periodo gli arabi da Basra e Kufa arrivarono in Azerbaijan e si impossessarono di terre abbandonate dai nativi; gli arabi divennero un'élite di proprietari terrieri. Malgrado sacche di persistente resistenza, la maggior parte degli abitanti dell'Azerbaigian si convertì all'Islam. Successivamente nei secoli X e XI le dinastie curde di Shaddadid e Rawadid governarono parti dell'Azerbaigian.

### Shirvanshah
Shīrwān Shāh o Sharwān Shāh, era il titolo nei tempi medievali islamici riferito ad una dinastia persianizzata di origini arabe. Gli shirvanshah fondarono uno Stato nativo azero ed erano signori di Shirvan, una regione storica dell'odierno Azerbaigian. Gli shirvanshah fondarono la più lunga dinastia del mondo islamico.

### Selgiuchidi e Stati successori
Il periodo selgiuchide della storia azera fu forse ancora più importante della conquista araba poiché contribuì a forgiare l'identità etno-linguistica dei moderni turchi azeri.
Caduto il califfato abbaside, il territorio dell'Azerbaigian risentì l'influsso di numerose dinastie quali salaridi, sagidi, shaddadidi, rawadidi e buwayhidi. Però all'inizio dell'XI secolo il territorio fu gradualmente conquistato da ondate di tribù turche oghuz provenienti dall'Asia centrale. La prima di queste dinastie turche fu quella ghaznavide dell'Afganistan settentrionale, che occupò parte dell'Azerbaigian intorno al 1030. Furono seguiti dai selgiuchidi, un ramo occidentale degli oghuz, che conquistarono tutto l'Iran e il Caucaso e gravarono sull'Iraq fino ad estromettere i buwayhidi da Baghdad nel 1055.

### I safavidi e l'avvento dell'Islam sciita

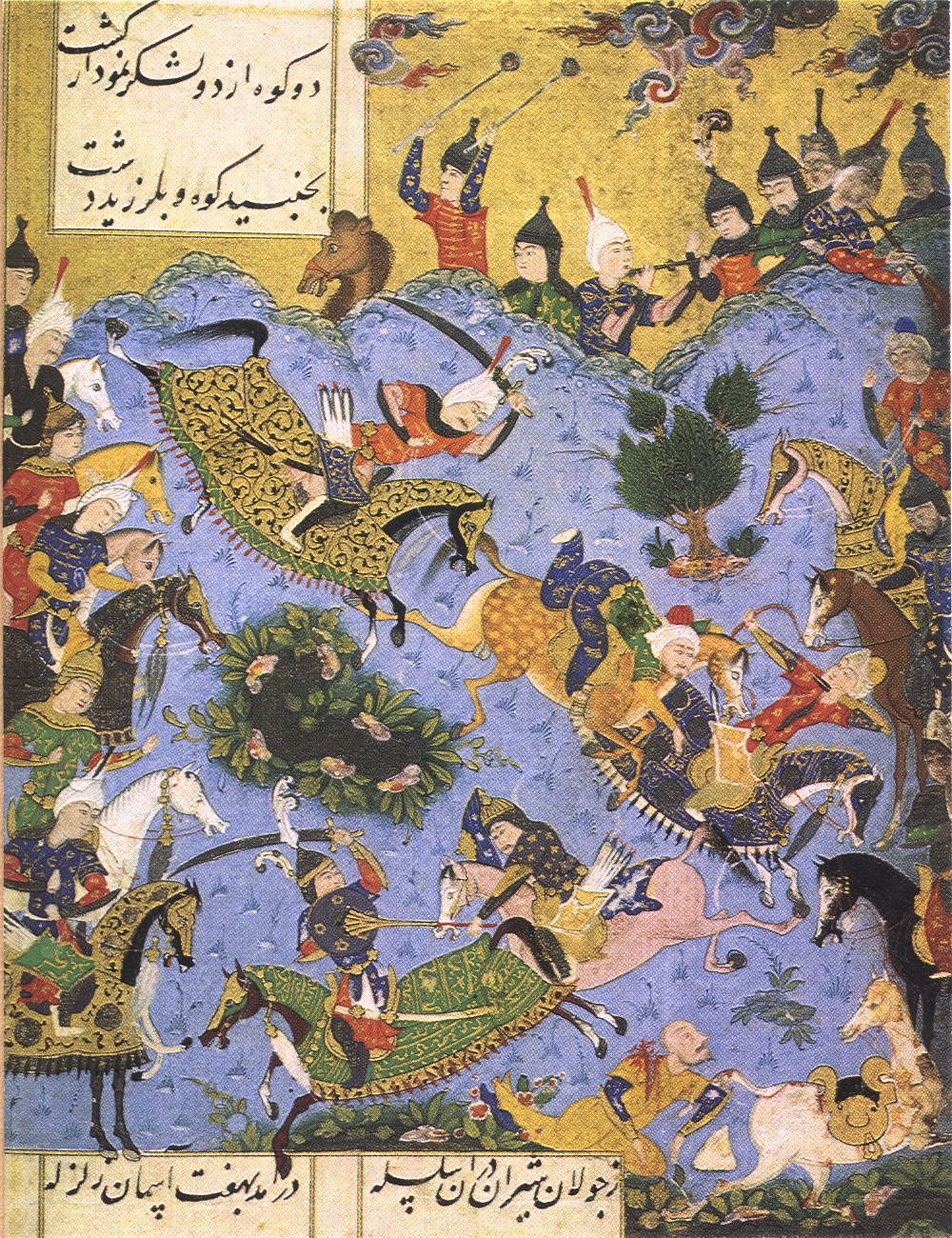
Raffigurazione di una battaglia tra forze safaviyya e shirvanshah durante la conquista safavide di Shirvan nel 1501.

I safavidi (o safaviyya, صفویه in persiano) erano un ordine sufi formato negli anni 1330 dallo sceicco Safi-ad-din Ardabili (1252—1334), da cui deriva pure il nome della dinastia.
Questo ordine religioso si convertì apertamente al ramo (islamico) eterodosso dello sciismo duodecimane alla fine del XV secolo. Alcuni seguaci safavidi, soprattutto i turchi kizilbash, credevano nella natura mistica ed esoterica dei loro sovrani e nella loro affinità con la casa di Alì, pertanto erano predisposti entusiasticamente a combattere per loro. I sovrani safavidi affermavano di discendere da Alì medesimo e da sua moglie Fatima, figlia del profeta Maometto, attraverso il settimo imam Musa al-Kazim. La popolazione kizilbash aumentò nel XVI secolo e i suoi generali riuscirono a sconfiggere lo Stato Ak Koyunlu e a conquistare Tabriz.
I safavidi, guidati da Scià Isma'il I, ampliarono il lor territorio, saccheggiando Baku nel 1501 e perseguitando gli shirvanshah.

## Dominio russo
Dopo la sconfitta inflittale dalla Russia nella guerra del 1804-1813, la Persia qajar (dinastia che regnò in Iran dal 1789 al 1925) fu costretta a firmare il trattato di Golestan nel 1813, che riconosceva la perdita territoriale a vantaggio della Russia. I khanati locali furono aboliti (come a Baku o Gäncä) o accettarono la "protezione" russa.

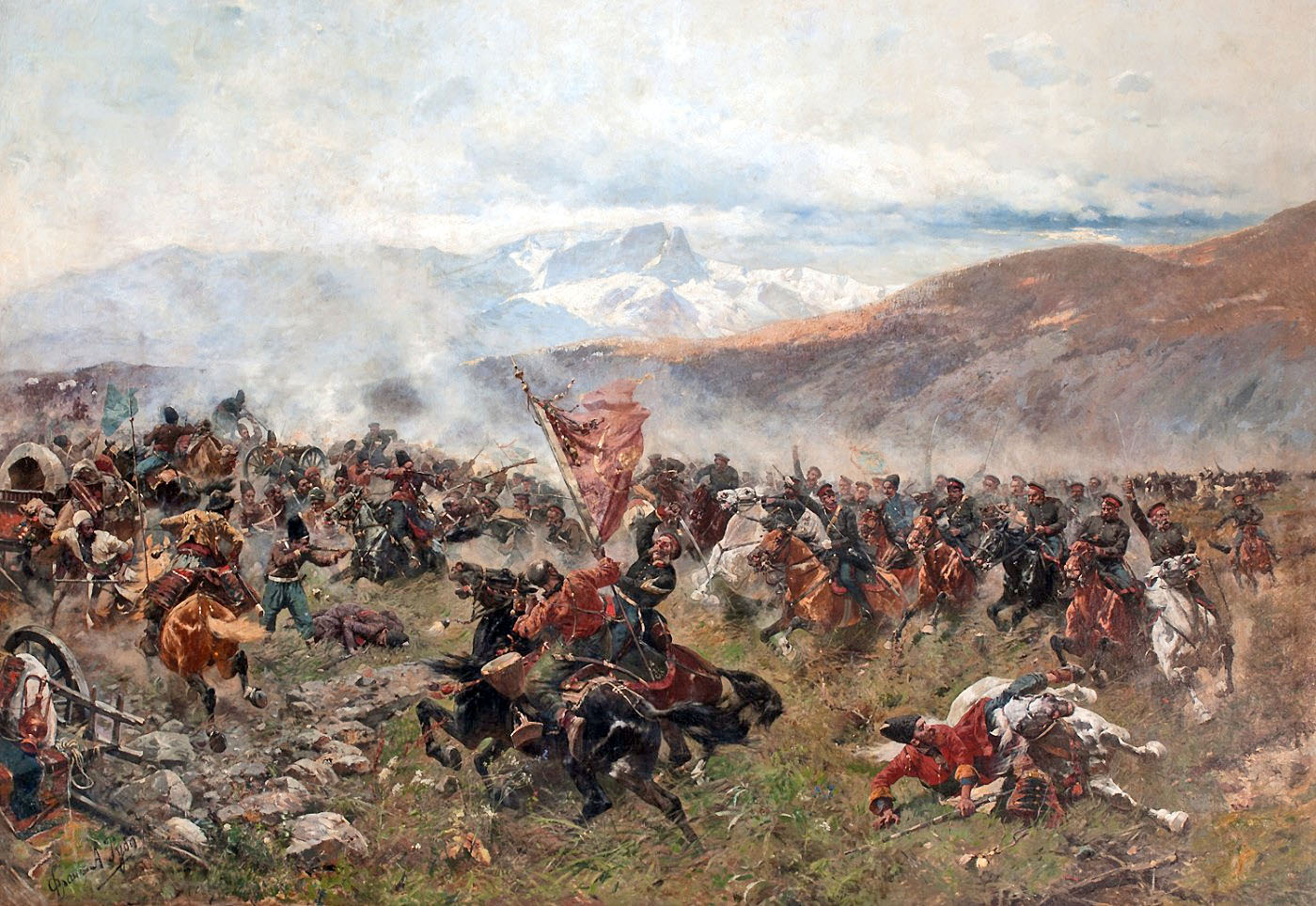
La battaglia di Gäncä fu uno scontro armato avvenuto durante la Guerra russo-persiana del 1826–1828.

Una successiva Guerra russo-persiana del 1826-1828 si concluse con un'altra schiacciante sconfitta per l'esercito iraniano. I russi imposero un altro componimento finale attraverso il trattato di Turkmenchay, che vide i qajar di Persia rinunciare ai territori caucasici nel 1828. Il trattato sancì gli attuali confini di Azerbaigian e Iran, mentre i khanati locali si estinguevano. Nei territori assoggettati al controllo russo, furono istituite due province che avrebbero poi costituito il nucleo della moderna repubblica — la provincia di Elisavetpol (Gäncä) a nord, e quella di Şamaxı ad ovest.

### Guerra civile russa
Dopo il collasso dell'Impero russo durante la Guerra civile russa, le amministrazioni del Caucaso formarono inizialmente il Commissariato Transcaucasico nel 1917. Nell'aprile 1918 fu proclamata la Repubblica Federale Democratica Transcaucasica, che era un tentativo di formare un'unione federale con l'Armenia e la Repubblica Democratica di Georgia. La repubblica federale si sarebbe dissolta un mese dopo, e a Gäncä, il 28 maggio 1918, fu proclamata la Repubblica Democratica Azera. Fu la prima repubblica democratica costituita nel mondo islamico.

## Repubblica Democratica di Azerbaigian

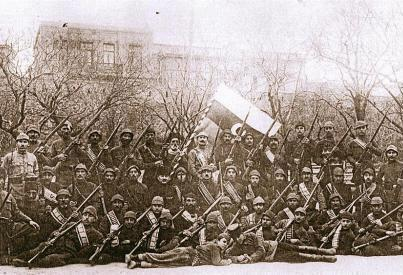
Soldati della neonata Repubblica Democratica di Azerbaigian nel 1918.

Tra gli importanti traguardi del parlamento della neonata repubblica democratica fu l'estensione del suffragio alle donne, facendo dell'Azerbaigian il primo stato musulmano al mondo che riconoscesse pari diritti politici a donne e uomini. In questa impresa, l'Azerbaigian precedette anche stati progrediti quali Regno Unito (1918) e Stati Uniti (1920). Un'altra pietra miliare fu la creazione dell'Università statale di Baku, il primo ateneo di tipo moderno fondato in Azerbaigian.
La storia dell'esercito azero moderno inizia con la Repubblica Democratica di Azerbaigian (RDA), quando furono create le forze armate dell'Azerbaigian il 26 giugno 1918. Il primo ministro de facto della difesa della RDA fu il dr. Khosrov bey Sultanov. Quando fu ufficialmente istituito il ministero, vi fu preposto il generale Samedbey Mehmandarov, con il tenente generale Ali-Agha Shikhlinski come suo vice. Capi di stato maggiore delle forze RDA furono: il maggior generale Habib Bey Salimov (1 agosto 1918 - 26 marzo 1919), il tenente generale Mammad Bey Shulkevich (26 marzo 1919 - 10 dicembre 1919), e il maggior generale Abdulhamid Bey Gaytabashi (10 dicembre 1919 - 28 aprile 1920).
Fra i generali della Repubblica Democratica di Azerbaigian ricordiamo:
- Tenente generale Samad bey Mehmandarov (1855–1931)
- Tenente generale Ali-Agha Shikhlinski (1865–1943)
- Generale aiutante Huseyn Khan Nakhchivanski (1863–1919)
- Maggior generale Abdulhamid Bey Gaytabashi (1884–1920)
- Maggior generale Habib Bey Salimov (1881–1920)
- Maggior generale Ibrahim bey Usubov (1875–1920)
- Maggior generale Murad Girey Tlekhas (1874–1920)
- Maggior generale Emir-Kazim Mirza Qajar (1853–1920)
- Maggior generale Mammad Mirza Qajar (1872–1920)
- Maggior generale Aliyar-Bek Gashimbekow (1856–1920)
- Maggior generale David-Bek Edigarow (1881–1920)
- Maggior generale Firidun-Bey Wezirow (1850–1925)
- Maggior generale Khalil-Bey Talishkhanov (1859–1920)

Il 28 aprile 1920 l'Armata Rossa invase l'Azerbaigian.

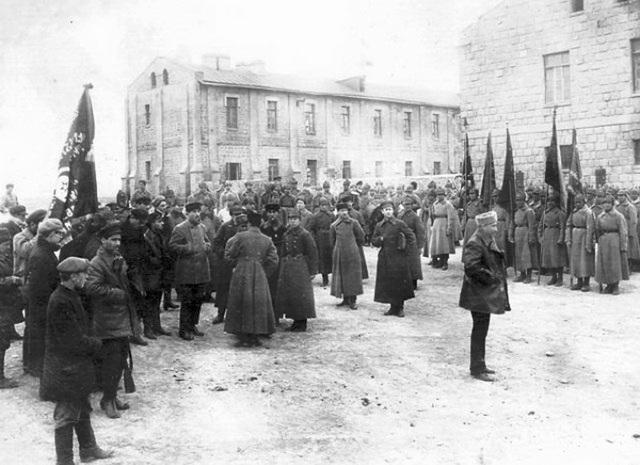
Nell'aprile 1920, le forze sovietiche invasero l'Azerbaijan, cagionando il dissolvimento della Repubblica Democratica di Azerbaigian.

Sebbene il grosso del giovane esercito RDA fosse impegnato nel soffocare una rivolta armena che era appena scoppiata nel Karabakh, gli azeri non abdicarono facilmente né velocemente alla loro breve indipendenza del 1918-20. Ben 20 000 su 30 000 soldati complessivi morirono opponendosi a quella che a tutti gli effetti fu una riconquista russa. L'esercito nazionale dell'Azerbaigian fu abolito dal governo bolscevico, e 15 dei 21 generali del disciolto esercito furono giustiziati dai bolscevichi.

### Marina
La marina azera fu istituita nel 1918. Quando collassò l'Impero Russo, la RDA ereditò l'intera flottiglia russa del Caspio. Tra le imbarcazioni della RDA c'erano le cannoniere Kars, Ardahan, Astrabad, Geok-Tepe, Arax e Bailov. Anche i britannici consegnarono alla nuova marina RDA la loro nave da guerra nel mar Caspio — un'imbarcazione già appartenuta ai russi.

## Azerbaigian sovietico

### Seconda guerra mondiale

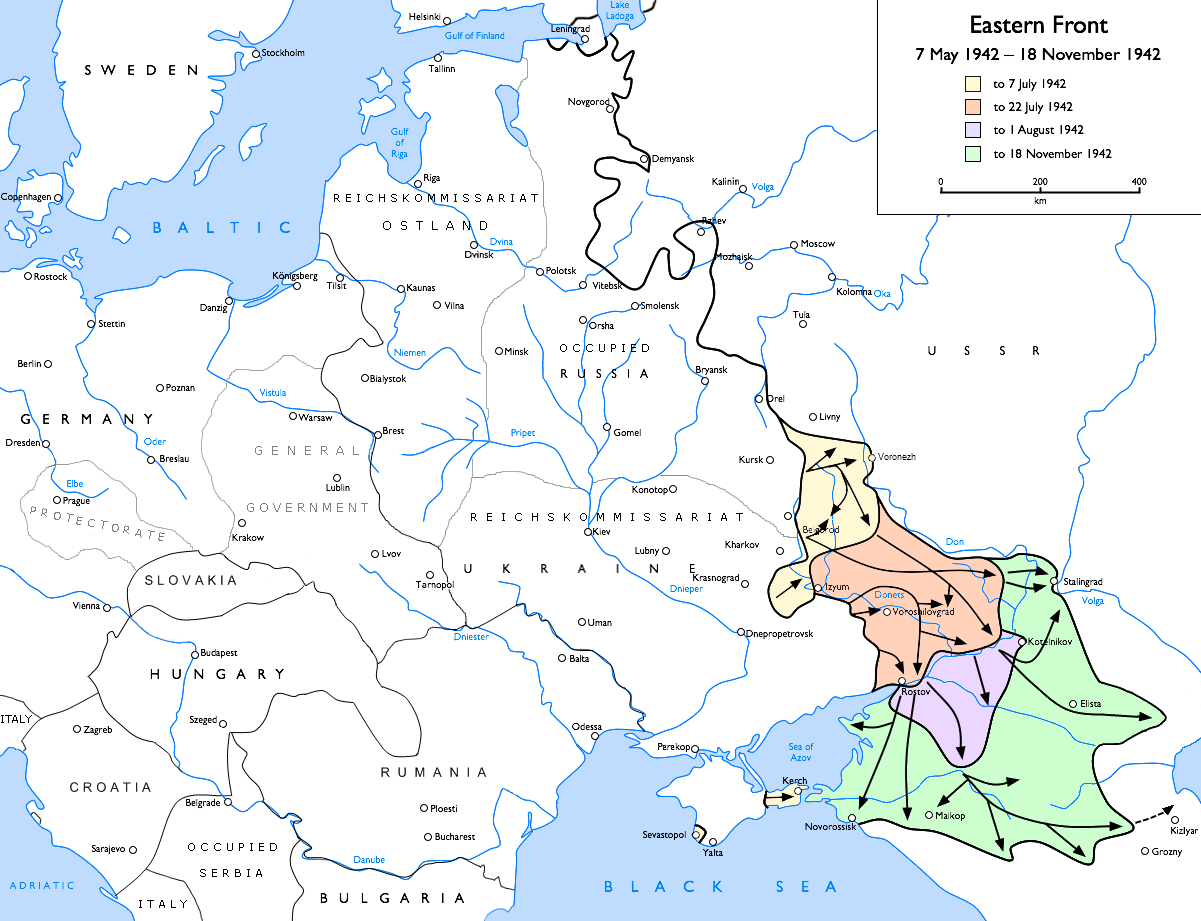
Nel 1942, la Germania nazista lanciò l'Operazione Edelweiss, al fine di assumere il controllo sul Caucaso, e conquistare i campi petroliferi di Baku.

Durante la Seconda guerra mondiale l'Azerbaigian svolse un ruolo cruciale nella politica energetica strategica dell'Unione Sovietica, e buona parte del petrolio dell'Unione Sovietica sul Fronte orientale proveniva da Baku. Con decreto del Soviet Supremo dell'URSS del febbraio 1942, fu ricompensata con iscrizione ad ordini e medaglie la dedizione di più di 500 lavoratori e dipendenti dell'industria petrolifera azera. L'Operazione Edelweiss della Wehrmacht puntava Baku per la sua importanza come motore energetico (idrocarburi) dell'URSS. Circa 800 000 azeri combatterono valorosamente nelle file dell'esercito sovietico, metà di loro morirono e il maggior generale azero Azi Agadovič Aslanov fu nominato per due volte eroe dell'Unione Sovietica.

## Repubblica odierna

### Guerra del Karabakh

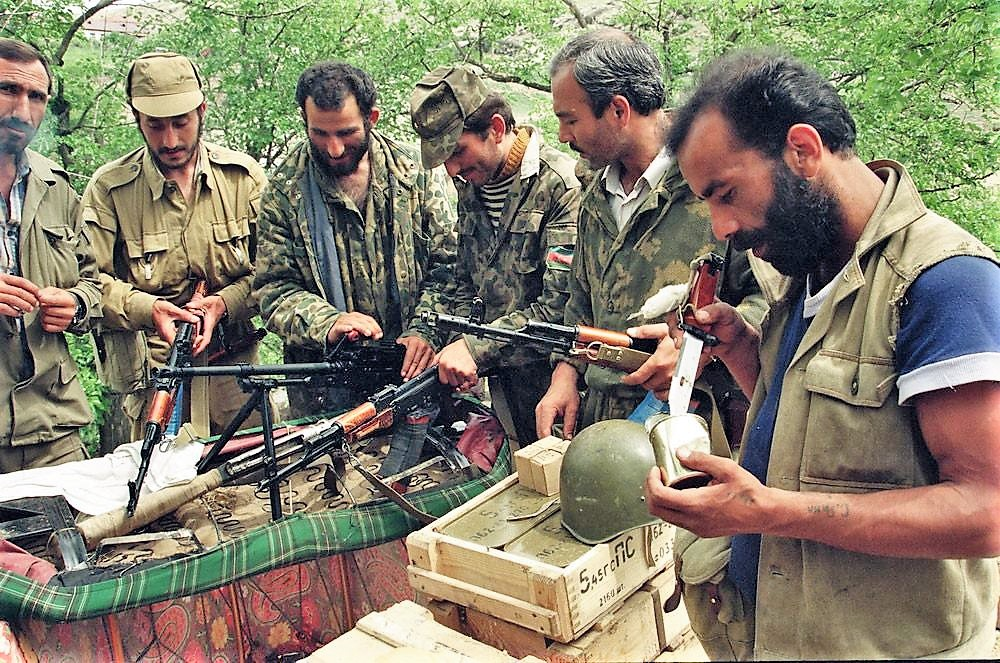
Soldati azeri durante la prima guerra del Nagorno Karabakh, 1992.

Nell'estate del 1992 il ministero della difesa azero, in seguito ad una risoluzione del presidente dell'Azerbaigian sulla privatizzazione di unità e formazioni sul territorio azero, emise un ultimatum con cui reclamava il controllo su veicoli ed armamenti dei reggimenti fucilieri motorizzati 135° e 139° della divisione fucilieri motorizzata. L'Azerbaigian era stato la zona di dispiegamento della IV Armata che consisteva di quattro divisioni fucilieri motorizzate (23ª, 60ª, 296ª e 75ª) e le unità complementari dell'esercito che comprendevano brigate missili e di difesa aerea e reggimenti artiglieria e razzi. Ospitava pure il 49° arsenale della Direzione principale dei missili e dell'artiglieria del Ministero della difesa della Federazione russa (GRAU), che conteneva il carico di oltre 7 000 vagoni ferroviari di munizioni per più di un miliardo di unità. Il trasferimento della proprietà della IV Armata (tranne la parte di proprietà del 366º reggimento fucilieri motorizzato della 23ª divisione catturata dalle formazioni armate armene nel 1992 durante il ritiro del reggimento da Step'anakert) e del 49° arsenale fu completato nel 1992. Quindi, alla fine del 1992, l'Azerbaigian ricevette armi e equipaggiamenti militari sufficienti per circa quattro divisioni fucilieri motorizzate con le unità complementari dell'esercito. Ereditò anche 50 aerei da combattimento dalla disciolta 19ª Armata di difesa aerea e navi da guerra.

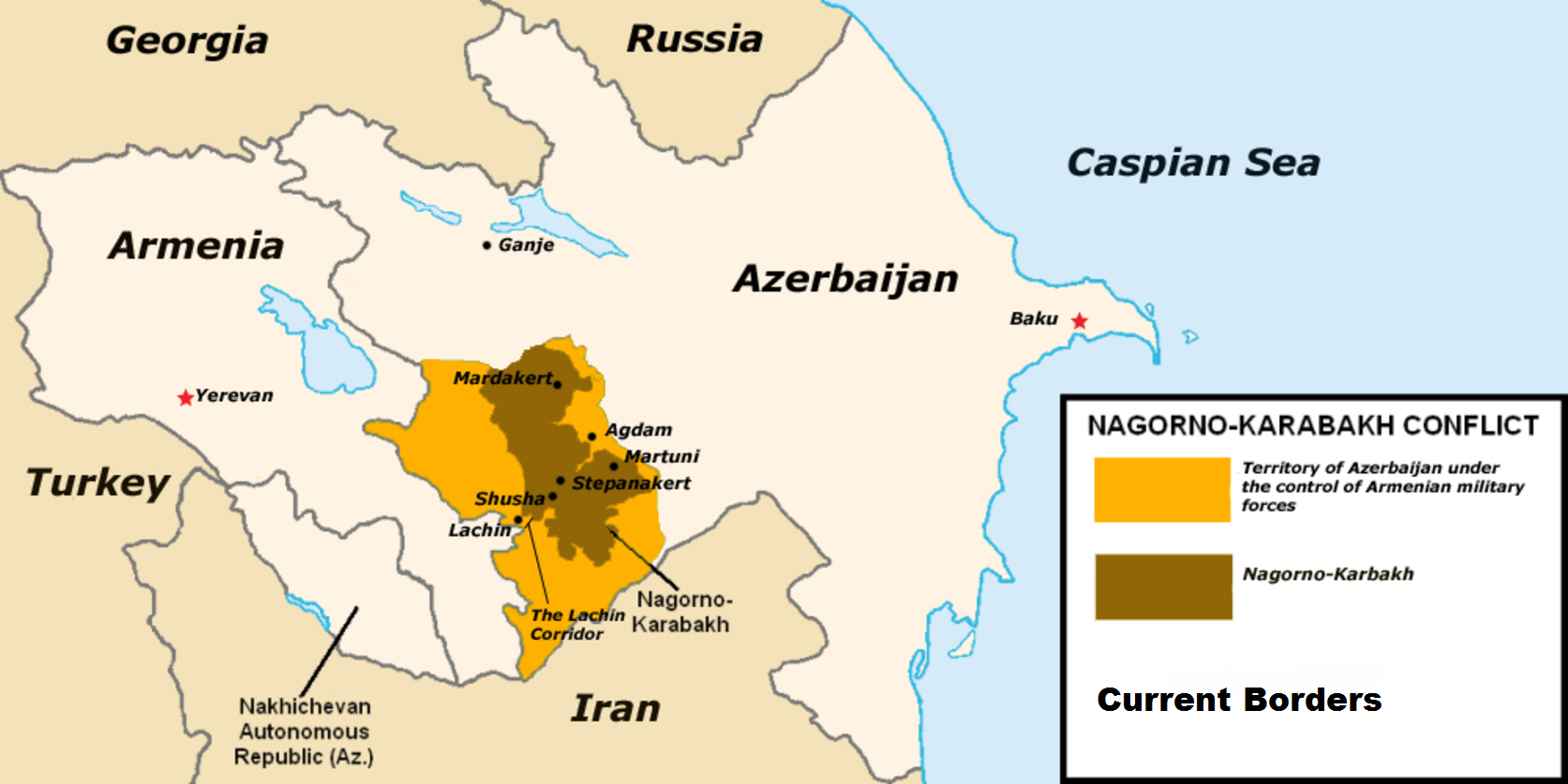
Situazione militare del Nagorno-Karabakh nel maggio 2016.

L'esercito dell'Azerbaigian subì una serie di sconfitte devastanti dalle forze armene nella prima guerra del Nagorno Karabakh (1992—1994), che causarono la perdita di controllo sul Nagorno Karabakh propriamente detto e su sette rajon circostanti, corrispondenti al 16% del territorio dell'Azerbaigian. Fonti azere dichiararono che la vittoria armena fosse ampiamente ascrivibile all'aiuto militare fornito dalla Russia e dalla facoltosa diaspora armena, mentre gli armeni smentirono parzialmente l'illazione, affermando che la Russia stava fornendo parimenti alla parte armena e a quella azera armi e mercenari. Durante la guerra, l'esercito azero fu aiutato anche da consiglieri militari turchi, mercenari russi, ucraini, ceceni e afgani, e tuttavia fu sconfitto.

### XXI secolo

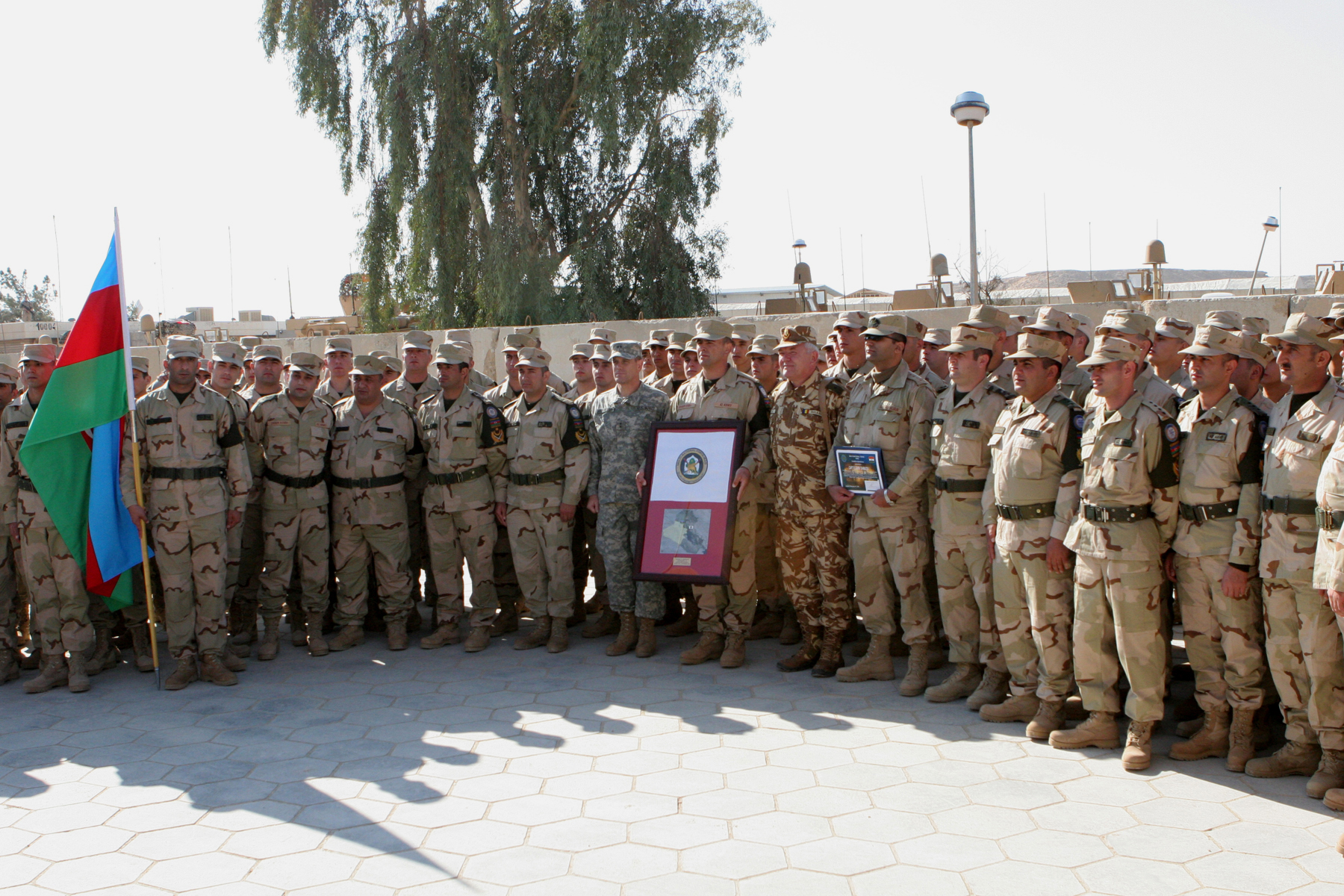
Soldati della 1ª Compagnia azera di peacekeeping nella base aerea Al Asad, durante la Guerra in Iraq.

Le Forze armate azere furono ricostituite secondo la legge della Repubblica di Azerbaigian in materia dal 9 ottobre 1991. Inizialmente equipaggiamento e strutture dell'esercito di Azerbaigian erano quelli già appartenuti alla IV Armata sovietica. Le forze armate avevano tre rami: esercito, aeronautica e marina. Oltre alle forze armate vi sono diversi organismi governativi paramilitari che possono essere impiegati per la difesa dello Stato quando necessario.
Sono le Truppe interne di Azerbaigian del Ministero dell'interno e il Servizio di confine di Stato, che comprende anche la Guardia costiera. La Guardia nazionale di Azerbaigian è una componente di riserva dell'esercito. Opera come entità semi-indipendente del Ministero della difesa di Azerbaigian.
L'attuale Ministro della difesa è il colonnello generale Safar Abiyev, e il Capo di stato maggiore è il colonnello generale Najmaddin Sadykhov.
Dalla caduta dell'Unione Sovietica, l'Azerbaigian ha sempre tentato di far evolvere maggiormente le sue forze armate in una forza professionale, ben addestrata e mobile. Dal 2005 l'Azerbaigian ha elevato il budget militare, fino a raggiungere i 2,46 miliardi di dollari nel 2009. In base a dati del 2008 il Paese ha più di 600 carri armati da combattimento, 900 mezzi corazzati e oltre 720 sistemi di artiglieria. L'aviazione dispone di circa 106 aerei e 35 elicotteri.
L'Azerbaigian ha una propria industria della difesa, che fabbrica armi leggere e velivoli militari. Ha inoltre la prospettiva di produrre altri tipi di equipaggiamento militare.
L'Azerbaigian partecipò alla forza multinazionale durante la Guerra in Iraq, e dal 2006 al 2008 inviò truppe nelle regioni settentrionali dell'Iraq. Fornì 250 truppe. Cento soldati furono inviati il 29 dicembre 2004 a rinforzo dei 150 che già si trovavano nel Paese. Garantirono la sicurezza di turkmeni locali, siti religiosi e convogli. Truppe dall'Azerbaigian furono impiegate nella International Security Assistance Force a guida NATO in Afganistan.